# Calymma cinnamomea
Calymma cinnamomea är en fjärilsart som beskrevs av Turati. Calymma cinnamomea ingår i släktet Calymma och familjen nattflyn. Inga underarter finns listade i Catalogue of Life.